# Andromeda (serial)
Andromeda este un serial de televiziune science fiction canadiano-american. Serialul se bazează pe un material nefolosit al regretatului creator al francizei Star Trek, Gene Roddenberry.  Serialul este dezvoltat de Robert Hewitt Wolfe și produs de văduva lui Roddenberry, Majel Barrett Roddenberry. În serial interpretează Kevin Sorbo în rolul Dylan Hunt, un Căpitan din fosta Gardă Supremă. Seria a avut premiera pe 2 octombrie 2000 la Sci Fi Channel și s-a încheiat pe 13 mai 2005.
Serialul Andromeda a fost filmat în Vancouver, Columbia Britanică, Canada și este produs de Tribune Entertainment și Fireworks Entertainment. A fost distribuit de Global TV (compania care deține Fireworks) în Canada și prezentat în Statele Unite pe WGN și alte canale. Serialul a fost preluat de canalul Sci-Fi Channel în timpul sezonului al patrulea.
Andromeda este unul din cele două seriale TV (momentan) care se bazează pe unele concepte create de  Roddenberry în anii 1960 - 70. Numele  Dylan Hunt a fost de asemenea folosit în două filme pilot de televiziune produse de Roddenberry la mijlocul anilor 1970, Genesis II și Planet Earth, care au premise similare. Celălalt serial creat postum pe baza ideilor lui Roddenberry este Pământ: Conflict final.

## Prezentare
Acțiunea serialului are loc la câteva mii de ani în viitor în cadrul Comunității Sistemelor, o monarhie constituțională care are ca bază un sistem stelar îndepărtat numit Tarn-Vedra. Omenirea este membră a Comunității, fiind descoperită și invitată de Comunitate sute de ani în urmă. Comunitatea se întinde în trei galaxii; Calea Lactee, Galaxia Triunghiului și Galaxia Andromeda, aflată la 2700000 de ani-lumină de la Galaxia Calea Lactee. Navele care călătoresc de la un capăt al altul al Comunității folosesc purtătoarea (engleză: slipstreams), scurtături în textura universului folosite pentru călătoria cu viteză superluminică, canale care sunt deschise numai în cadrul sistemelor stelare.
Comunitatea pretinde a fi o societate utopică, dar în realitate se află în stare de război cu Magogii, o specie războinică umanoidă cu față ca de liliac. Cu câțiva ani în urmă, pentru a-și arăta buna credință ca urmare a negocierilor de pace, Comunitatea a cedat Magogilor o planetă cheie. Această planetă este importantă însă pentru o specie membră a Comunității, oamenii modificați genetic numiți Nietzscheeni. Nietzscheenii, nemulțumiți de acordul de pace cu Magogii, încearcă în secret să preia conducerea Comunității. Acest lucru se datorează și convingerilor de bază ale acestora bazate pe "Übermensch" de Friedrich Nietzsche, filosof german.
Comunitatea este apărată de Garda Supremă (High Guard), o armadă formată din numeroase nave spațiale. Personajul principal al serialului, Dylan Hunt, este căpitan pe o navă a Comunității, navă numită Andromeda Ascendant. Computerul navei, o puternică inteligență artificială, este un personaj cheie al serialului.
Toți membrii Gărzii Supreme, inclusiv căpitanul Hunt, sunt luați prin surprindere de primele acțiuni ale revoltei Nietzscheene. Hunt este forțat să ordone evacuarea întregului echipaj cu ajutorul capsulelor, dar Andromeda este prinsă la marginea orizontului de evenimente al unei găuri negre, câteva secunde pentru cei din navă însemnând sute de ani în restul universului. 
303 ani mai târziu, echipajul navei Eureka Maru localizează nava lui Hunt. Comunitatea Sistemelor și Înalta Gardă au dispărut în secolele în care Andromeda a fost înghețată în timp, o nouă eră a început, eră cunoscută sub numele de Lunga Noapte. Hunt recrutează echipajul de pe Maru în încercarea sa de a restabili Comunitatea Sistemelor și de a "reaprinde lumina civilizației."
Echipajul de pe Maru este format din căpitanul Beka Valentine, un pilot foarte bun; un super-geniu în ale ingineriei pe nume Seamus Harper (salvat de Beka de pe planeta Pământ înrobită de către Nietzscheeni) care își poate conecta direct mintea sa la sistemele computerizate printr-un port de date; Trance Gemini (un avatar al stelelor) și Rev Bem (rev fiind prescurtarea de la reverend) un Magog predispus prin firea sa la violență, dar care a trecut la calea non-violentă datorită unui ordin religios asemănător celui taoist și numit Calea (The Way) și devenind astfel un preot Wayist. În ceea ce o privește pe Trance, puține se știu la început despre această femeie violetă, doar că are coadă și pare oarecum distantă față de ceilalți. Acestui echipaj i se alătură un fost mercenar, Nietzscheanul Tyr Anasazi ("fiul lui Victoria și al lui Barbarossa", ultimul supraviețuitor al clanului Kodiak). Tyr a fost liderul unui grup de mercenari, el fiind singurul dintre aceștia care rămâne la bord. Înclinația lui Tyr pentru auto-conservare îl face, de asemenea, să se alăture echipajului lui Dylan până când apar oportunități mai bune.

## Distribuție

Distribuția sezonului 1

- Dylan Hunt, interpretat de Kevin Sorbo. Căpitan al navei Andromeda Ascendant.
- Beka Valentine, interpretat de Lisa Ryder. Căpitan al Eureka Maru și prim ofițer pe Andromeda.
- Tyr Anasazi (sezoanele 1-4), interpretat de Keith Hamilton Cobb. Ofițer armament (sezoanele 1-3).
- Seamus Zelazny Harper, interpretat de Gordon Michael Woolvett. Inginer-șef.
- Trance Gemini, interpretat de Laura Bertram. Doctor, ofițer responsabil de susținerea vieții pe navă.
- Rev Bem (Reverendul "Plagă Roșie" Behemial Far Traveler) (sezoanele 1-2), interpretat de Brent Stait. Magog. Ofițer științific.
- Andromeda Ascendant (Rommie), interpretat de Lexa Doig. Inteligența artificială și avatar al navei Andromeda.
- Telemachus Rhade (sezoanele 4-5), interpretat de Steve Bacic. Ofițer armament.
- Doyle (sezonul 5), interpretat de Brandy Ledford. Al doilea avatar IA.

## Legături externe
- Andromeda la Allmovie
- Andromeda la Internet Movie Database
- Andromeda la TV.com
- „Gene Roddenberry's Andromeda”. Official site (Sci Fi Channel). Arhivat din original la 7 iunie 2004. Accesat în 27 februarie 2013. Includes detailed episode guide.
- Keith Hamilton Cobb discusses the development of the series and his character Arhivat în 4 ianuarie 2013, la archive.ph Error: unknown archive URL
- Andromeda Wikia